# Chainlink (blokklánc)
A Chainlink egy decentralizált blokklánc oracle hálózat, amely az Ethereumra épül. A hálózat célja, hogy megkönnyítse a hamisításbiztos adatok láncon kívüli forrásokból történő átvitelét a láncon belüli okosszerződésekbe. Alkotói azt állítják, hogy a szerződést közvetlenül a valós adatokhoz, eseményekhez, fizetésekhez és egyéb bemenetekhez kötve ellenőrizhető, hogy egy okosszerződés paraméterei a szerződésben érdekelt felektől függetlenül teljesülnek-e.

## Története
A Chainlinket 2017-ben hozta létre Sergey Nazarov és Steve Ellis, akik ugyanabban az évben a Cornell Egyetem professzorával, Ari Juelsszel közösen írtak egy fehér könyvet, amely leírja a Chainlink protokollt és hálózatot. A Chainlink "hídként" működik a blokklánc és a láncon kívüli környezet között. Az okosszerződéseket kiszolgáló hálózat hivatalosan 2019-ben indult.
2018-ban a Chainlink integrálta a Town Crier-t, egy megbízható végrehajtási környezeten alapuló blokklánc orákulumot, amelyen Juels is dolgozott. A Town Crier összekapcsolja az Ethereum blokkláncot HTTPS-t használó webforrásokkal.
A Chainlink védjegyét 2019. március 12-én jegyezték be a Kajmán-szigeteken, a jogi entitása Smartcontract Chainlink Sezc Ltd. néven jött létre.
2020-ban a Chainlink integrálta a DECO-t, a Juels közreműködésével létrehozott Cornell projektet. A DECO-t a szerzők úgy írják le, mint egy olyan protokollt, amely nulla tudásalapú bizonyítékokat használ annak érdekében, hogy a felhasználók bebizonyítsák, hogy az információk igazak a blokklánc orákulumhoz, anélkül, hogy bizalmas információkat, például születési dátumokat fednének fel. A Chainlink 2021 áprilisában publikált egy második fehér könyvet. A Chainlink 2.0: Next Steps in the Evolution of Decentralized Oracle Networks című dokumentum részletezte a decentralizált orákulum hálózatok szerepének és képességeinek kiterjesztését a hibrid okosszerződésekre, amelyek az orákulum hálózatok által biztosított láncon belüli kódot és off-chain szolgáltatásokat használnak.

## Technológia

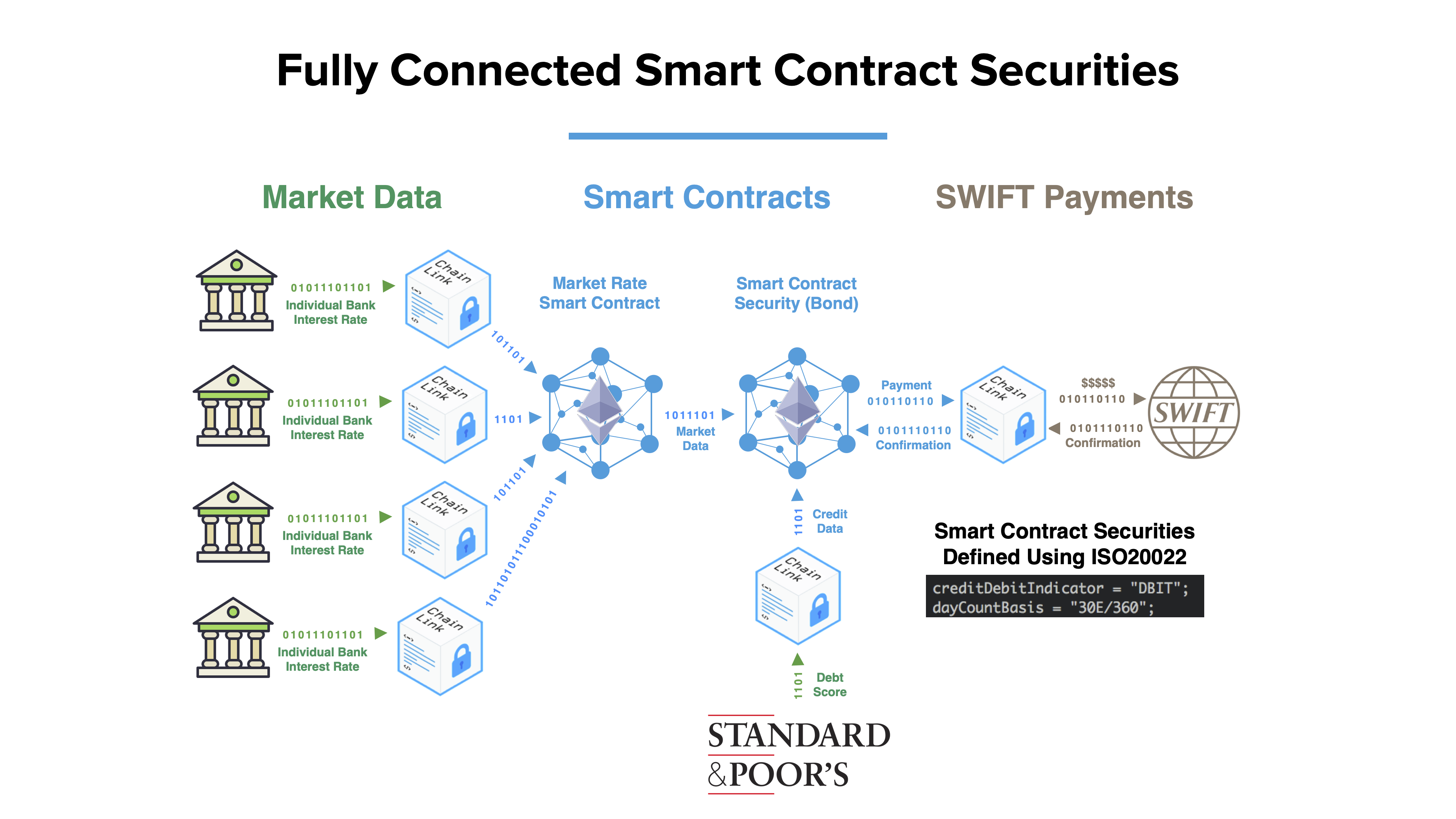
A Chainlink "smart láncolat architektúrájának" vizuális megjelenítése

A Chainlink decentralizált oracle hálózata egy nyílt forráskódú technológiai infrastruktúra, amely lehetővé teszi bármely blokklánc számára, hogy biztonságosan csatlakozzon a láncon kívüli adatokhoz és számítási erőforrásokhoz. A hálózati csomópontok több forrásból gyűjtik be, ellenőrzik és továbbítják az adatokat a blokkláncokra az okosszerződések végrehajtása érdekében.
Amellett, hogy külső információkat továbbít egy blokkláncra, a Chainlink számos különböző láncon kívüli számítási funkcióhoz is használható, beleértve a verifikálható véletlenszerű függvényt (VRF) és az adatfolyamokat. Az adatfolyamokat arra használták, hogy a választási adatokat a blokkláncon rögzítsék.
A Chainlink VRF-je véletlen számok generálására használható, amely decentralizált játékban is használható. A ZDNet arról számolt be, hogy a véletlenszám-generálás ellenőrizhetősége biztosítja, hogy a játékon belüli eredmények hamisításbiztosak legyenek.

## LINK token
A csomópontok üzemeltetőit a hálózat natív kriptovalutájában, LINK-ben kompenzálják. A Chainlink LINK tokenje egy ERC677 token, az ERC-20 standard kiterjesztése. A tokenek adathordozóként működnek, és a szükséges adatokat a láncon kívüli forrásokból továbbítják az okosszerződésekhez, amelyek aztán a token által szolgáltatott adatokra reagálva működnek. A Chainlink az ezekből a tokenekből származó kereskedelmi értéket a csomópontok üzemeltetőinek fizetik az okosszerződésekből származó adatok lekéréséért, valamint a csomópont-üzemeltetők által elhelyezett betétekért, a szerződések létrehozóinak igénye szerint. A tokenek bármely ERC-20 pénztárcában tárolhatók, az ERC677 token kompatibilis az ERC-20 tokenstandard összes funkciójával.

## Fordítás
Ez a szócikk részben vagy egészben  a   Chainlink (blockchain) című angol Wikipédia-szócikk ezen változatának fordításán alapul.  Az eredeti cikk szerkesztőit annak laptörténete sorolja fel. Ez a jelzés csupán a megfogalmazás eredetét és a szerzői jogokat jelzi, nem szolgál a cikkben szereplő információk forrásmegjelöléseként.